# Летре
Летре́ (фр. Lettret, окс. L'Estrech) — коммуна во Франции, находится в регионе Прованс — Альпы — Лазурный Берег. Департамент коммуны — Верхние Альпы. Входит в состав кантона Таллар. Округ коммуны — Гап.
Код INSEE коммуны — 05074.

## Население
Население коммуны на 2008 год составляло 165 человек.
| 1962 | 1968 | 1975 | 1982 | 1990 | 1999 | 2008 |
| ---- | ---- | ---- | ---- | ---- | ---- | ---- |
| 49   | 61   | 55   | 81   | 92   | 109  | 165  |

## Экономика
В 2007 году среди 115 человек в трудоспособном возрасте (15—64 лет) 90 были экономически активными, 25 — неактивными (показатель активности — 78,3 %, в 1999 году было 69,4 %). Из 90 активных работали 83 человека (40 мужчин и 43 женщины), безработных было 7 (2 мужчин и 5 женщин). Среди 25 неактивных 8 человек были учениками или студентами, 8 — пенсионерами, 9 были неактивными по другим причинам.

## Фотогалерея
- Карта коммуны